# Ludwigia pilosa
Ludwigia pilosa là một loài thực vật có hoa trong họ Anh thảo chiều. Loài này được Walter mô tả khoa học đầu tiên năm 1788.